# Оразов, Сулейман Реджепгулыевич
Сулейман Оразов (туркм. Süleýman Orazow; 2 января 1989, Ашхабад, Туркменская ССР) — туркменский футболист, полузащитник клуба «Ахал» и национальной сборной Туркменистана.

## Клубная карьера
В 2009 году выступал за ФК «Ашхабад».
В 2015 году являлся игроком ФК «Ахал».

## Карьера в сборной
Участник Азиатских игр 2010 в составе молодёжной сборной Туркменистана.
За национальную сборную Туркменистана дебютировал 11 июня 2015 года отборочном турнире Чемпионата мира 2018 на выезде против Гуама (0:1).